# Empis hirticrus
Empis hirticrus är en tvåvingeart som beskrevs av Axel Leonard Melander 1927. Empis hirticrus ingår i släktet Empis och familjen dansflugor.
Artens utbredningsområde är Colorado. Inga underarter finns listade i Catalogue of Life.